# Delias itamputi
Delias itamputi är en fjärilsart som beskrevs av Ribbe 1900. Delias itamputi ingår i släktet Delias och familjen vitfjärilar. Inga underarter finns listade i Catalogue of Life.